# 我那覇美奈のほっこりトーク
『我那覇美奈のほっこりトーク』（がなは みなの ほっこりトーク）は2016年11月3日から2019年3月30日まで、ニッポン放送他で放送されていたシンガーソングライター・我那覇美奈の冠番組である。
この番組は、リスナーから寄せられた「ちょっと心が温かくなるエピソード」を紹介するほか、我那覇が番組協賛社・中外製薬が取り組む関節リウマチ啓発のためのキャンペーンソングを担当していることから、月1回程度、関節リウマチについての理解を促すため、専門医に解説してもらうコーナーもある。
ニッポン放送では通年放送。ネット局については2016年度下半期は『今夜もオトパラ!』木曜日の20時台の放送をネットしていた8局に同時ネットしていたが、2017年度上半期は左記8局でのネットがいったん終了し、代わってABCラジオでネットを開始した。2018年4月より、ラジオ福島、KBCラジオ、MBCラジオへの新規ネットを開始し、5局ネットとなった。

## 公開収録
- 2017年4月30日　ニッポン放送 THEラジオパーク in 日比谷（にれの木広場会場）　ゲストに元ちとせを迎えてのトークショー&ミニコンサート。この模様は5月7日・5月14日（LF基準。ABCはこの翌日）に編集して放送された。
- 2018年4月29日 ニッポン放送 THEラジオパーク in 日比谷（にれの木広場会場）　ゲストに花*花を迎えてのトークショー&ミニコンサート。この模様は5月13日・5月20日（LF基準。ネット局は放送日が前後する。）に編集して放送された。

## ゲスト
毎月1回の間接リウマチ啓発企画以外。
- 2017年5月7・14日 元ちとせ（上記参照）
- 2018年5月13・20日 花*花（上記参照）

## 放送時間・ネット局
- 2016年11月-2017年3月　木曜日20:30頃から10分間　『今夜もオトパラ!』のフロート番組として放送。同12月までは『今夜もオトパラ!』に内包する形だったが、2017年1-3月は『オトパラ!』のエンディングの後の体裁上別番組扱いとされた。ただしテーブル上は内包扱いを継続していた。
  - ネット局　ニッポン放送、山形放送、栃木放送、北日本放送、福井放送、和歌山放送、西日本放送、四国放送、熊本放送=9局ネット。ニッポン放送以外は協賛社なしの白ネット。
- 2017年4月-現在
  - 土曜日17:50-18:00[注釈 1]　ニッポン放送
  - 月曜日18:50-19:00　ABCラジオ（1日遅れ。祝日ほかにより月曜ナイターが編成される場合は休止。ただしナイターが雨天中止の場合は放送）
- 以下は2018年4月よりネットを開始した局
  - 土曜日21:40-21:50 KBCラジオ(1日先行)（夜もニコニコ!に内包）
  - 日曜日18:10-18:20 ラジオ福島(当日遅れ)
  - 月曜日21:50-22:00 MBCラジオ(1日遅れ)